# Kabinett Farini
Das Kabinett Farini regierte das Königreich Italien vom 8. Dezember 1862 bis zum 24. März 1863. Es folgte dem Kabinett Rattazzi I und wurde von Ministerpräsident Luigi Carlo Farini angeführt, der nach drei Monaten und 16 Tagen krankheitsbedingt sein Amt aufgeben musste.
Das Kabinett Farini war das vierte Kabinett des Königreiches und wurde von der „Historischen Rechten“ (italienisch Destra storica) gestützt. Mit dem Ausscheiden von Farini ernannte König Viktor Emanuel II. Finanzminister Marco Minghetti zu seinem Nachfolger, der das Kabinett Minghetti I mit einer einzigen personellen Veränderung im Außenministerium weiterführte.

## Minister

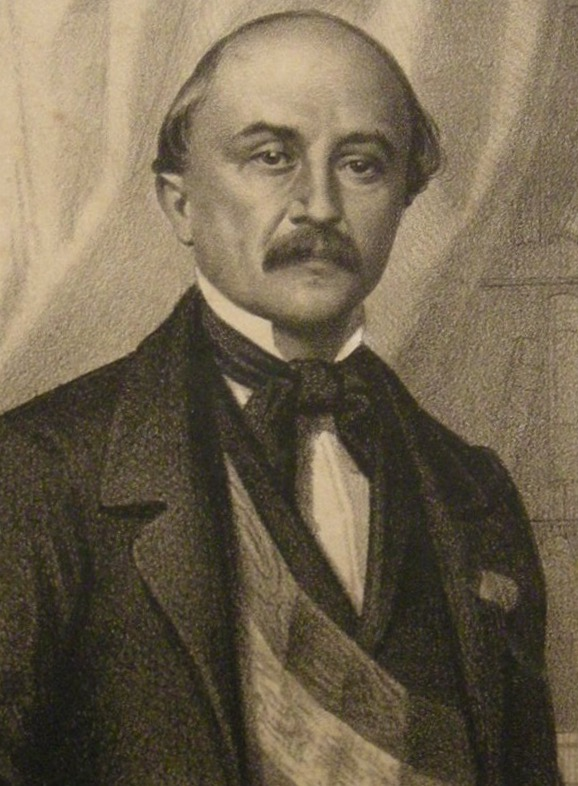
Luigi Carlo Farini

| Ministerien                          | Name |
| ------------------------------------ | --- |
| Ministerpräsident                    | Luigi Carlo Farini |
| Äußeres                              | Giuseppe Pasolini |
| Inneres                              | Ubaldino Peruzzi |
| Justiz und Kirchenangelegenheiten    | Giuseppe Pisanelli |
| Krieg                                | Alessandro Della Rovere                                                                                                 |
| Marine                               | Giovanni Ricci (bis 21. Januar 1863) Luigi Federico Menabrea (bis 25. Januar 1863) Orazio Di Negro (ab 25. Januar 1863) |
| Finanzen                             | Marco Minghetti |
| Öffentliche Arbeiten                 | Luigi Federico Menabrea                                                                                                 |
| Bildung                              | Michele Amari |
| Landwirtschaft, Industrie und Handel | Giovanni Manna |